# Гондюк Сергій Ігорович
Сергі́й І́горович Гондюк (21.03.1990—25.03.2022) — головний сержант Збройних сил України, учасник російсько-української війни, який героїчно загинув під час російського вторгнення в Україну.

## Життєпис
Народився 21 березня 1990 року в селі Матусів Шполянського району Черкаської області. 
З 2014 року був учасником АТО/ООС — брав активну участь у бойових діях на території Донецької та Луганської областей. З 2015 проходив службу за контрактом.
Під час російського вторгнення в Україну був головним сержантом механізованої роти механізованого батальйону 30-ї окремої механізованої бригади імені князя Костянтина Острозького. Загинув у бою на території Донецької області у м. Бахмут 25 березня 2022 року. 
Похований у м. Корсунь-Шевченківський. Залишилась дружина.

## Нагороди
- орден «За мужність» III ступеня (2022, посмертно) — за особисту мужність і самовіддані дії, виявлені у захисті державного суверенітету та територіальної цілісності України, вірність військовій присязі.[3]

## Вшанування пам'яті
23 травня 2022 року вулицю Суворова в м. Корсуні-Шевченківськом перейменовано на вулицю Сергія Гондюка.